# Thomas Pesquet
Thomas Pesquet (Rouen, 27 febbraio 1978) è un ingegnere, aviatore e astronauta francese dell'Agenzia spaziale europea.
Nel 2016 partecipò al suo primo volo spaziale a bordo della Stazione spaziale internazionale (ISS) per la missione Sojuz MS-03 (Expedition 50/51). Tornò la seconda volta nello spazio il 23 aprile 2021 per prendere parte alla missione SpaceX Crew-2 (Expedition 65), diventando il primo europeo a volare sul veicolo commerciale Crew Dragon e, da ottobre 2021, il quarto europeo a comandare la ISS.

## Biografia

### Istruzione
Nel 1998 prese un diploma al classes préparatoires aux grandes écoles presso il Lycée Pierre Corneille. Conseguì una laurea in ingegneria aeronautica nel 2001 presso l'École nationale supérieure de l'aéronautique et de l'espace a Tolosa e un master in sistemi spaziali e meccanica dei veicoli spaziali. Nell'ultimo del master fu uno studente di scambio presso l'Ecole Polytechnique de Montréal, in Canada.

### Carriera come ingegnere e pilota commerciale
Dopo aver conseguito la laurea lavorò come ingegnere di dinamiche spaziali in missione di telerilevamento per la GMV Innovating Solutions di Madrid, in Spagna, mentre tra il 2002 e il 2004 fu ingegnere di ricerca presso l'Agenzia spaziale francese (CNES), il cui campo di ricerca era l'autonomia nelle missioni spaziali. Svolse inoltre diversi studi sulla futura armonizzazione europea della tecnologia spaziale. Alla fine del 2002, fu un rappresentante del CNES presso il Consultative Committee for Space Data Systems, dove lavorò sul supporto tra le agenzie spaziali internazionali. Nel 2004 venne selezionato per il programma di addestramento al volo della Air France, ottenendo la licenza di pilota di linea (ATPL-IR) due anni dopo e iniziando a volare sugli Airbus A320. Ha al suo attivo più di 2000 ore di volo su diversi aerei di linea commerciali, e la qualifica istruttore di volo su A320 e istruttore di gestione delle risorse dell'equipaggio.

### Carriera di astronauta

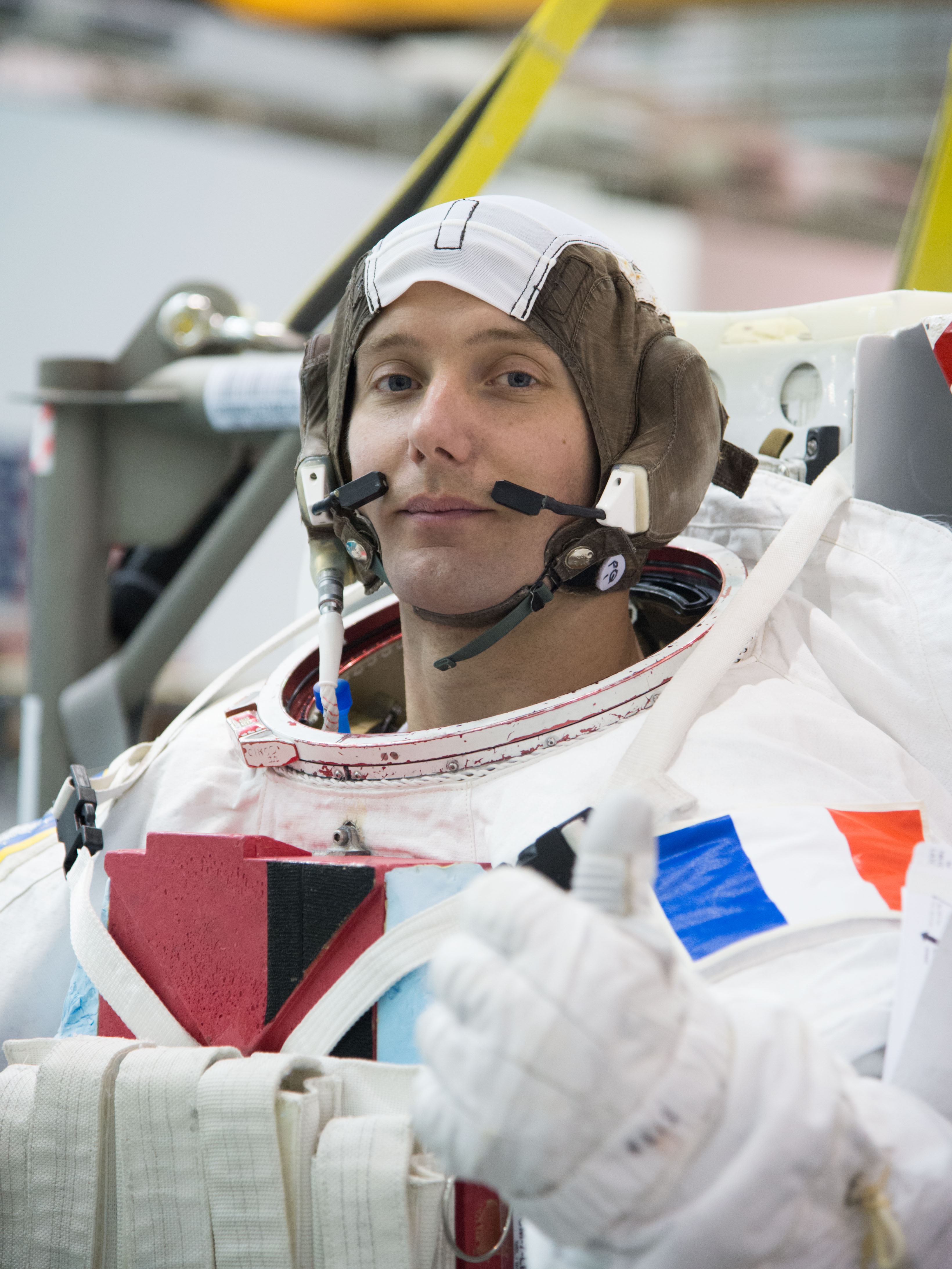
Pesquet in allenamento al Neutral Buoyancy Laboratory del Lyndon B. Johnson Space Center nel 2013

Pesquet venne selezionato come candidato astronauta per l'ESA nel maggio 2009, iniziando l'addestramento di base pochi mesi dopo. Completato con successo l'addestramento nel novembre 2010, lavorò come Eurocom, il responsabile europeo per la comunicazione con gli astronauti in orbita durante i voli spaziali, e fu responsabile di possibili progetti futuri con nuovi partner internazionali, tra cui la Cina. In attesa di essere assegnato a una missione spaziale approfondì le sue conoscenze sui sistemi della Stazione spaziale internazionale (ISS), tute spaziali, Canadarm2 e veicolo Sojuz, nei centri spaziali negli Stati Uniti, Russia, Canada e Giappone. Nel 2011 partecipò alla missione analoga ESA CAVES, durante la quale trascorse una settimana in una grotta della Sardegna con altri astronauti di varie nazionalità. Nel 2013 e 2014 partecipò alle missioni analoghe SEATEST-II e NEEMO 18, rispettivamente come direttore di volo e come aquanauta.
Nel 2023, Pesquet ha partecipato al training ESA PANGAEA organizzato dall'ESA (Agenzia Spaziale Europea), tenutosi tra Italia (Bletterbach canyon), Germania (Noerdlingen-Ries crater) e Spagna (Lanzarote Island), con i colleghi Takuya Onishi e Jessica Wittner.
Nel marzo 2014 venne assegnato alla missione di lunga durata Sojuz MS-03 (Expedition 50/51) a bordo della ISS. A seguito della sua prima missione, per mantenere le abilità pratiche di pilotaggio, nel gennaio 2018, iniziò ad addestrarsi per pilotare gli aerei Airbus A310 Zero-G di Novespace a Tolosa; completò l'addestramento un paio di mesi dopo. Nel frattempo, continuò ad addestrarsi per approfondire le sue conoscenze tecniche in preparazione a una futura missione spaziale, compreso per il programma Lunar Gateway. Nell'estate del 2019 prese parte alla missione analoga NEEMO NXT, durante la quale con gli astronauti Feustel e Kanai testò le tute spaziali, tecnologie, strumenti e procedure per l'esplorazione futura di altri corpi celesti. Nel luglio 2020 venne assegnato alla sua seconda missione spaziale SpaceX Crew-2 (Expedition 65), il cui lancio è previsto per il 23 aprile 2021.

#### Sojuz MS-03 (Expedition 50/51)

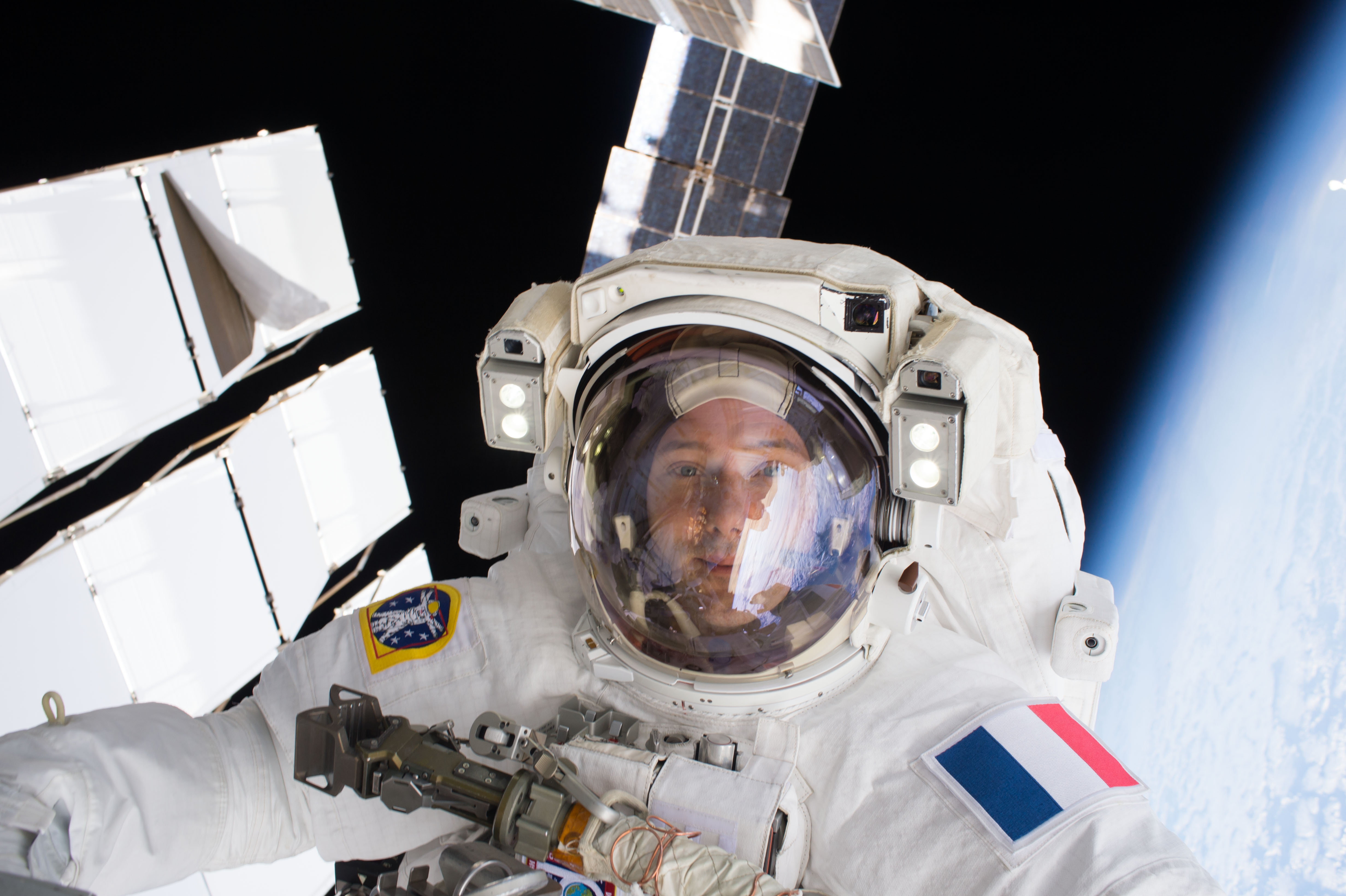
Pesquet durante un'attività extraveicolare sulla Stazione spaziale internazionale nel 2017

Il 17 novembre 2016 partì a bordo della Sojuz MS-03 per la sua prima missione, soprannominata Proxima, verso la ISS, insieme al comandante russo Oleg Novickij e all'astronauta statunitense Peggy Whitson; i tre arrivarono sulla ISS due giorni dopo, unendosi agli altri tre membri dell'Expedition 50. Durante i 196 giorni di missione, svolse centinaia di esperimenti scientifici, manovrò il braccio robotico Canadarm2 per l'aggancio e lo sgancio dei veicoli cargo e partecipò a due attività extraveicolari con Shane Kimbrough per aggiornare il sistema elettrico della ISS e preparare la ISS per l'arrivo negli anni successivi dei veicoli commerciali statunitensi. Fece ritorno sulla Terra il 2 giugno 2017 insieme a Novickij, atterrando nelle terre disabitate del Kazakistan.

#### SpaceX Crew-2 (Expedition 65)
Nel luglio 2020 venne assegnato alla missione SpaceX Crew-2, durante la quale trascorrerà sei mesi a bordo della ISS a partire da aprile del 2021 per l'Expedition 65. Il 23 aprile 2021 venne lanciato dal Kennedy Space Center, diventando il primo europeo a volare a bordo di una Crew Dragon mentre da ottobre 2021 diventerà il quarto comandante europeo della ISS.

## Ambasciatore di buona volontà
Il 12 aprile 2021 Thomas Pesquet è stato nominato Ambasciatore di buona volontà per l'Organizzazione delle Nazioni Unite per l'alimentazione e l'agricoltura.

## Vita privata
È il più giovane di due fratelli. È cintura nera di judo e giocatore di basket, oltre che praticante di jogging, nuoto e squash. Appassionato di attività outdoor e avventura, pratica la mountain bike, il kite surf, la vela, lo sci e l'alpinismo. Ha anche una vasta esperienza, e detiene licenze avanzate sia in immersioni subacquee che in paracadutismo. Gli altri suoi interessi comprendono viaggiare, suonare il sassofono e la lettura. Parla cinque lingue, francese, inglese, spagnolo, tedesco e russo, ed è membro dell'Association aéronautique et astronautique de France (3AF), e dell'American Institute of Aeronautics and Astronautics (AIAA).